# Peucedanum pseudoreoselinum
Peucedanum pseudoreoselinum är en flockblommig växtart som beskrevs av Eduard August von Regel och Johannes Theodor Schmalhausen. Peucedanum pseudoreoselinum ingår i släktet siljor, och familjen flockblommiga växter. Inga underarter finns listade i Catalogue of Life.